# Visual Arts
Visual Art's co.,ltd (株式会社ビジュアルアーツ Kabushikigaisha Bijuaru Ātsu), trước đây là Visual Artist Office (ビジュアルアーティストオフィス Bijuaru Ātisuto Ofisu), là một công ty xuất bản Nhật Bản chuyên sản xuất và phân phối visual novel của nhiều phát triển viên làm việc trực thuộc. Visual Art's cũng phát triển game engine cho những thương hiệu hiện tại của họ sử dụng, bao gồm engine hiện tại là Siglus và trước đây là RealLive và AVG32. Visual Art's cũng xử lý công đoạn bán các thành phẩm của họ. Các trò chơi được sản xuất chủ yếu nhằm vào đối tượng nam giới, mặc dù họ cũng phát hành các tựa game chỉ dành riêng cho nữ giới. Công ty được nhiều người biết đến nhờ việc phát hành các trò chơi của hãng Key, cũng là thương hiệu của Visual Art's, điển hình là các visual novel nổi tiếng: Kanon, AIR và CLANNAD.
Công ty đã đặt ra một thể loại mới của visual novel không giống các sản phẩm thông thường của nó gọi là kinetic novel, người chơi sẽ không có quyền chọn lựa và từ những tiến độ của cuộc chơi có thể hình dung nó giống như một bộ phim hơn là trò chơi điện tử. Một trong những tựa game của Key mang tựa planetarian ~Chiisana Hoshi no Yume~ là visual novel đầu tiên được sản xuất dưới nhãn kinetic novel. Ngoài visual novel, công ty cũng phát hành các đĩa CD nhạc cho soundtrack của trò chơi. Trong số những nghệ sĩ thực hiện các nhạc phẩm cho Visual Art's cần đặc biệt lưu ý tới I've Sound, một ban nhạc techno/trance đi đầu trong ngành công nghiệp eroge được thành lập ở Nippon Budokan vào tháng 10 năm 2005.
Visual Art's cũng tiến hành cải tiến các tựa game mà họ sản xuất sang chơi trên điện thoại di động. Hãng Prototype đảm nhiệm phần việc này cho công ty hay còn được gọi là Visual Art's Motto (ビジュアルアーツ★Motto Bijuaru Ātsu★Motto). Visual Art's tung ra một tập tạp chí mạng có tựa Visualstyle vào ngày 26 tháng 10 năm 2007. Visual Art's cũng tạo một kênh trên YouTube có tên Visual Channel vào tháng 7 năm 2008, những video tải lên đó đều có liên quan đến các trò chơi và thương hiệu của công ty. Tháng 10 năm 2008, Visual Art's thành lập thương hiệu sản xuất light novel VA Bunko, chuyên xuất bản các light novel dựa theo trò chơi của các thương hiệu thuộc quyền Visual Art's.

## Công ty đối tác
| - 13cm - 130 cm - 13cc - Amedeo - Anfini - B_Works - Bonbee! - Catwalk - Concept - Dress - E.G.O. - Flady | - Frill - G-clef - Ham Ham Soft - Hadashi Shōjo - Hayashigumi - Image Craft - Issue - Jidaiya - Key - KineticNovel - Kur-Mar-Ter - KuroCo | - Lapis Lazuli - LimeLight - Mana - Miss Chifu - Moe. - Ningyou Yuugisya - Ocelot - OPTiM - Pass Guard - Pekoe - Playm - Radi | - Realdeal - Rex - Rio - Saga Planets - Sirius - Spray - Studio Mebius - Zero - Zion |

| - Cure Records - fripSide - I've Sound - Key Sounds Label - OTSU - Queens Label |

| - Akiko - Akumi - Craftwork - Culotte - D-XX - Giant Panda - Harvest | - Kamen Shōkai - Manbō Soft - Miyabi - Otherwise - Ram - Tamachadō - Words |